# Parafia Wniebowzięcia Najświętszej Maryi Panny i św. Antoniego w Korcu
Parafia Wniebowzięcia Najświętszej Maryi Panny i św. Antoniego w Korcu – parafia rzymskokatolicka z siedzibą w Korcu, należy do dekanatu Równe w diecezji łuckiej.

## Historia
Murowany kościół parafialny św. Antoniego (pierwotnie Wniebowzięcia NMP) w Korcu wybudowano na miejscu drewnianego w 1706 roku. W tym samym roku erygowano parafię katolicką. Świątynia została zdewastowana w czasach sowieckich. Zwrócona wiernym w 1990 roku po odzyskaniu niepodległości przez Ukrainę. Kościół został konsekrowany po generalnym remoncie 19 listopada 1994 roku przez arcybiskupa Mariana Jaworskiego. W świątyni funkcjonuje Parafia Wniebowzięcia NMP i św. Antoniego.

## Proboszczowie
- ks. kan. Józef Adam Kozłowski – od 1993 do 2002[2]
- ks. Waldemar Szlachta – od 2005